# 岩手県道238号遠野住田線
岩手県道238号遠野住田線（いわてけんどう238ごう とおのすみたせん）は、岩手県遠野市から気仙郡住田町に至る一般県道である。

## 概要
遠野から大船渡・陸前高田・住田方面への最短ルートだが、遠野と住田の境界にある蕨峠は急勾配・急カーブ・幅員狭小のため大型車両通行禁止。大型は国道340号赤羽根トンネルを経由する旨の案内看板が設置されている。
なお、日影十字路から東舘町・一日市十字路までの区間は国道283号の旧道である。

### 路線データ
- 実延長：25,637.2m[1]
- 起点：遠野市綾織町新里1地割61番2地先[2]（国道283号交点）
- 終点：住田町下有住字十文字（国道340号交点）

## 歴史
- 1973年（昭和48年）3月30日 - 県道に認定される[1]。
- 2015年（平成27年）12月5日 - 釜石自動車道遠野ICのアクセス道路となる区間（新里工区）が開通する[3]。
- 2016年（平成28年）3月29日 - 従前から県管理区間であった国道396号交点から遠野IC入口までの区間の県道の認定が解除され、起点付近での重複区間がなくなる[2]。

## 路線状況

### 峠頂上の距離標識
- 遠野方面
  - 花巻 - 61km
  - 遠野市街 - 12km
- 住田方面
  - 住田 - 19km

## 地理

### 交差する道路
- 国道283号（遠野市綾織町新里1地割）
- 遠野IC - 釜石自動車道（遠野市綾織町新里29地割）
- 岩手県道121号遠野停車場線（遠野市中央通り）
- 国道340号（住田町下有住字十文字）